# Les Disques SRC
Les Disques SRC (CBC Records en anglais) est une maison de disques québécoise et ontarienne appartenant à la Société Radio-Canada fondée en 1966. 
Elle a commencé tout d'abord par distribuer des albums d'artistes avec d'autres organismes avant de lancer sa propre maison de distribution appelée Les Entreprises Radio-Canada (CBC Enterprises en anglais) en 1982. 

## Artistes parrainés
- André Gagnon
- Alain Choquet
- Jean Vanasse